# Гровенор, Роберт, 1-й маркиз Вестминстер
Роберт Гровенор, 1-й маркиз Вестминстер (англ. Robert Grosvenor, 1st Marquess of Westminster; 22 марта 1767 — 17 февраля 1845) — британский аристократ, политик (член Парламента) и пэр.
Старший сын Ричарда Гровенора, 1-го графа Гровенора (1731—1802), которому он наследовал в 1802 году, став 2-м графом Гровенор. Был пожалован титулом 1-го маркиза Вестминстера в 1831 году. Его матерью была Генриетта Вернон (ок. 1745—1828), дочь Генри Вернона (1717—1765) из Хилтон-парка, Стаффордшир, и леди Генриетты Уэнтуорт (1720—1786). Предок современных герцогов Вестминстера.
Гровенор продолжал расширять семейные поместья в Лондоне, перестроил загородный дом Итон-Холл в Чешире, где он также восстановил сады, и построил новый лондонский дом Гровенор-Хаус. Он поддерживал и расширял семейные интересы в приобретении произведений искусства, а также в скачках и разведении скаковых лошадей.

## Титулы
2-й виконт Белгрейв (с 5 августа 1802 года), 2-й граф Гровенор (с 5 августа 1802), 8-й баронет Гровенор из Итона, графство Чешир (с 5 августа 1802), 2-й барон Гровенор из Итона, графство Чешир (с 5 августа 1802), 1-й маркиз Вестминстер (с 13 сентября 1831 года).

## Личная жизнь
Роберт Гровенор родился 22 марта 1767 года в приходе Сен-Джордж-Гановер-Сквер на окраине Лондона. Он был третьим сыном и единственным выжившим ребёнком Ричарда Гровенора, 1-го графа Гровенора, и первоначально был известен как виконт Белгрейв. Он получил образование в Вестминстерской школе, школе Харроу и Тринити-колледже в Кембридже, где он окончил магистратуру в 1786 году.В дополнение к его формальному образованию, Уильям Гиффорд действовал как его частный репетитор. Гиффорд сопровождал Гровенора, когда последний предпринял свой Гранд Тур между 1786 и 1788 годами. Гиффорд назвал его «самым дружелюбным» и «опытным» учеником.

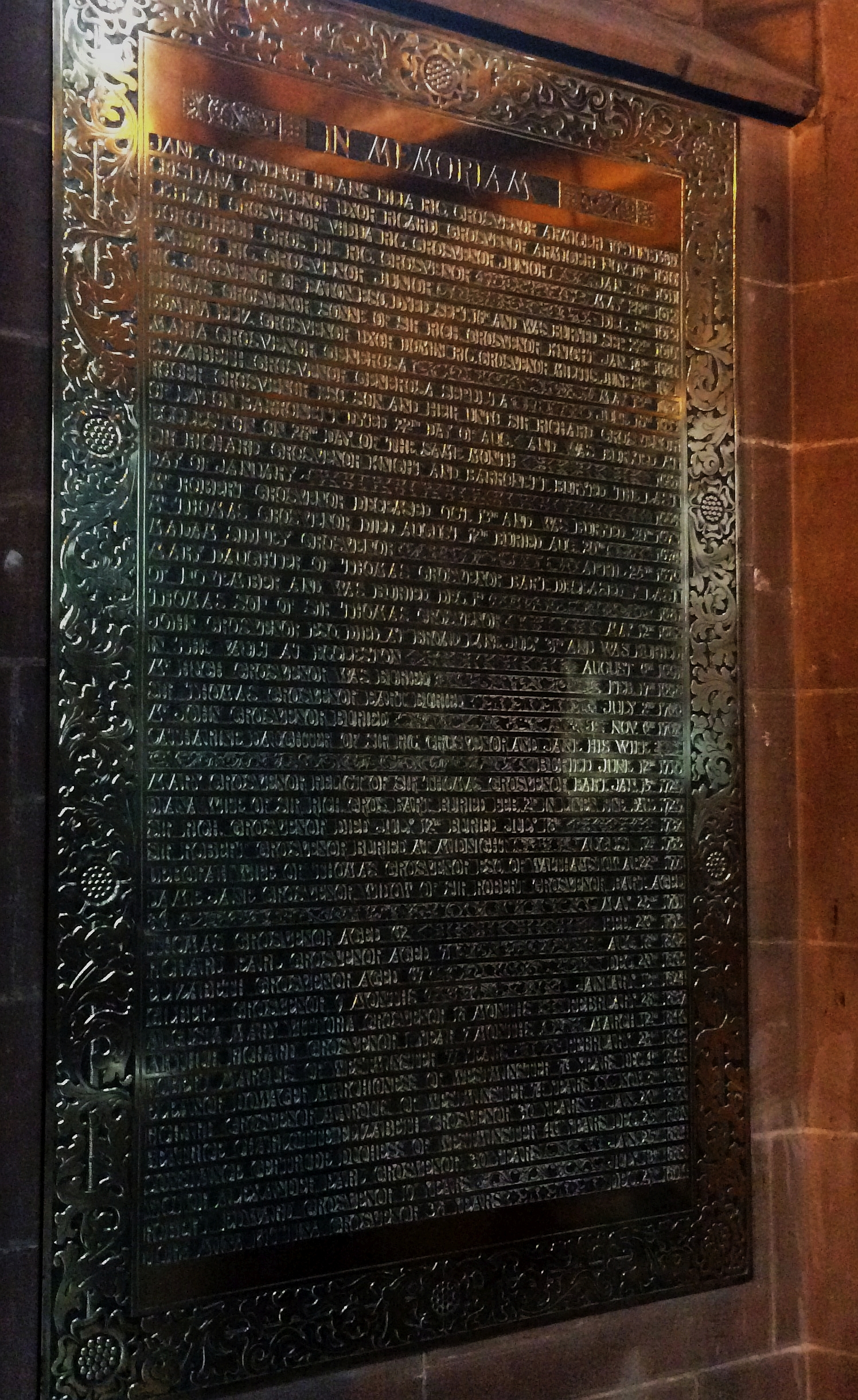
Церковь Святой Марии, Экклстон — Табличка в новой церкви, в которой перечислены Гровеноры, похороненные в разрушенной старой церкви

28 апреля 1794 года Гровенор женился на Элеоноре, единственном ребёнке сэра Томаса Эгертона (позже 1-го графа Уилтона). У них было четверо детей; в 1795 году Ричард, лорд Белгрейв, сменивший своего отца; в 1799 году Томас, ставший вторым графом Уилтона после смерти деда; в 1801 году Роберт, позднее 1-й барон Эбери; и, наконец, дочь Амелия, которая умерла в раннем подростковом возрасте.

## Политическая и публичная жизнь
Гровенор был избран в качестве депутата от Восточного Лу в 1788 году и служил в этом округе до 1790 года; за это время он был назначен лордом адмиралтейства. Его первая речь в палате общин Великобритании содержала цитату из древнегреческого оратора Демосфена, что дало повод сатирику Питеру Пиндару назвал его «греческим лордом». В 1790 году он был избран депутатом парламента от Честера и продолжал служить в этом месте до 1802 года. С 1793 по 1801 год он был комиссаром Контрольного совета. Он собрал полк добровольцев из города Вестминстер для войны с Францией и в 1798 году был назначен его майором-комендантом. После смерти отца 5 августа 1802 года, он стал вторым графом Гровенором. Гровенор был мэром Честера в 1807—08, и в 1810 году был ответственен за строительство Северных ворот Честера архитектором Томасом Харрисоном . Он служил лордом-лейтенантом Флинтшира с 1798 по 1845 год.
Когда Гровенор вошёл в парламент, он по семейной традиции был тори и поддерживал Уильяма Питта Младшего. Однако после смерти Питта в 1806 году он сменил партию и стал вигом и по этой причине поддержал жертв Манчестерской бойни. Он был принципиальным человеком; он защищал королеву Каролину и, по слухам, швырнул Библию или молитвенник в голову короля Георга IV. И когда герцогу Веллингтону было даровано почётное гражданство города Честер, Гровенор не разрешил использовать ратушу для этого мероприятия. Отношения между Гровенором и королем позже улучшились, и в честь коронации 1831 года он был из графов возведён в маркизы Вестминстерские. Он участвовал в коронации королевы Виктории в 1837 году. 11 марта 1841 года он был принят в качестве Рыцаря Подвязки.

## Строительство имения

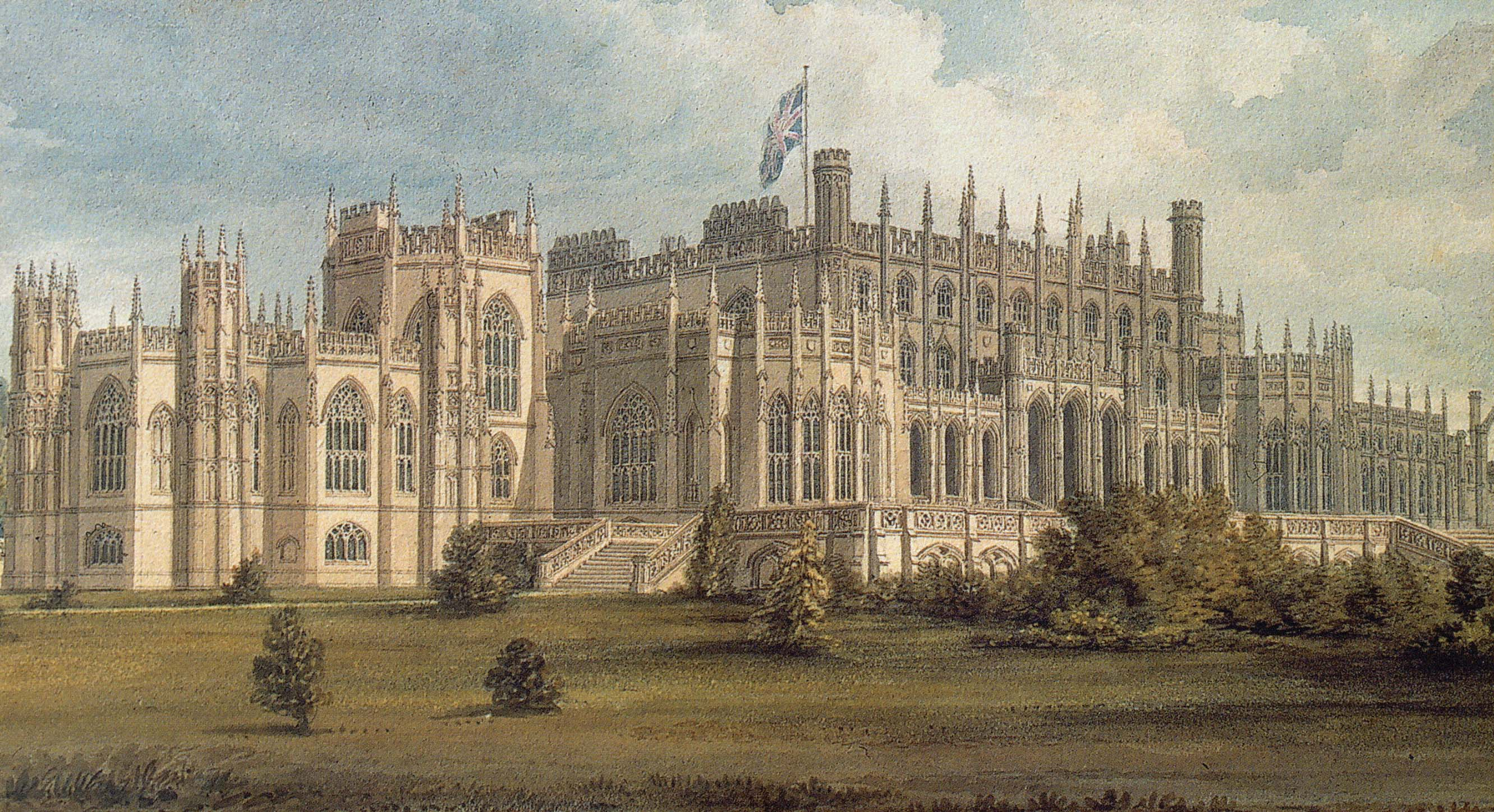
Итон-Холл (картина Уильяма Пордена)

Вскоре после того, как Роберт Гровенор унаследовал поместье Итон, он перестроил загородный дом в Итон Холл в Чешире, а также расширил лондонское поместье, создав районы, теперь известные как Белгравия и Пимлико. Итон стал «немодным и истощенным имуществом». К тому времени Итон был уже ветхим, он был построен ещё для его деда, сэра Томаса Гровенора, 3-го баронета по проекту Уильяма Самвелла. Гровенор назначил архитектором Уильяма Пордена. Первоначально планировалось, что новый дом будет стоить £10 000 (что эквивалентно £920 000 на 2019 год), а на его строительство потребуется два года. На практике это заняло чуть менее десяти лет и стоило более £100 000 (что эквивалентно £6 570 000 на 2019 год). Новый дом включал в себя башни, пинакли, арочные окна, восьмиугольные башни и контрфорсы (как обычные, так и аркбутаны). Четыре новых крыла были добавлены к дому. Когда будущая королева Виктория посетила Итон в 1832 году в возрасте 13 лет, она написала в своем дневнике: «Дом великолепен». Однако другие описали его как «настолько экстравагантный и богатый, насколько это могли сделать самые последние обивщики-декораторы». Он был описан как «самая безвкусная забота, которую я когда-либо видел» и «огромная куча беспородной готики, которая… является памятником богатства, невежества и дурного вкуса».

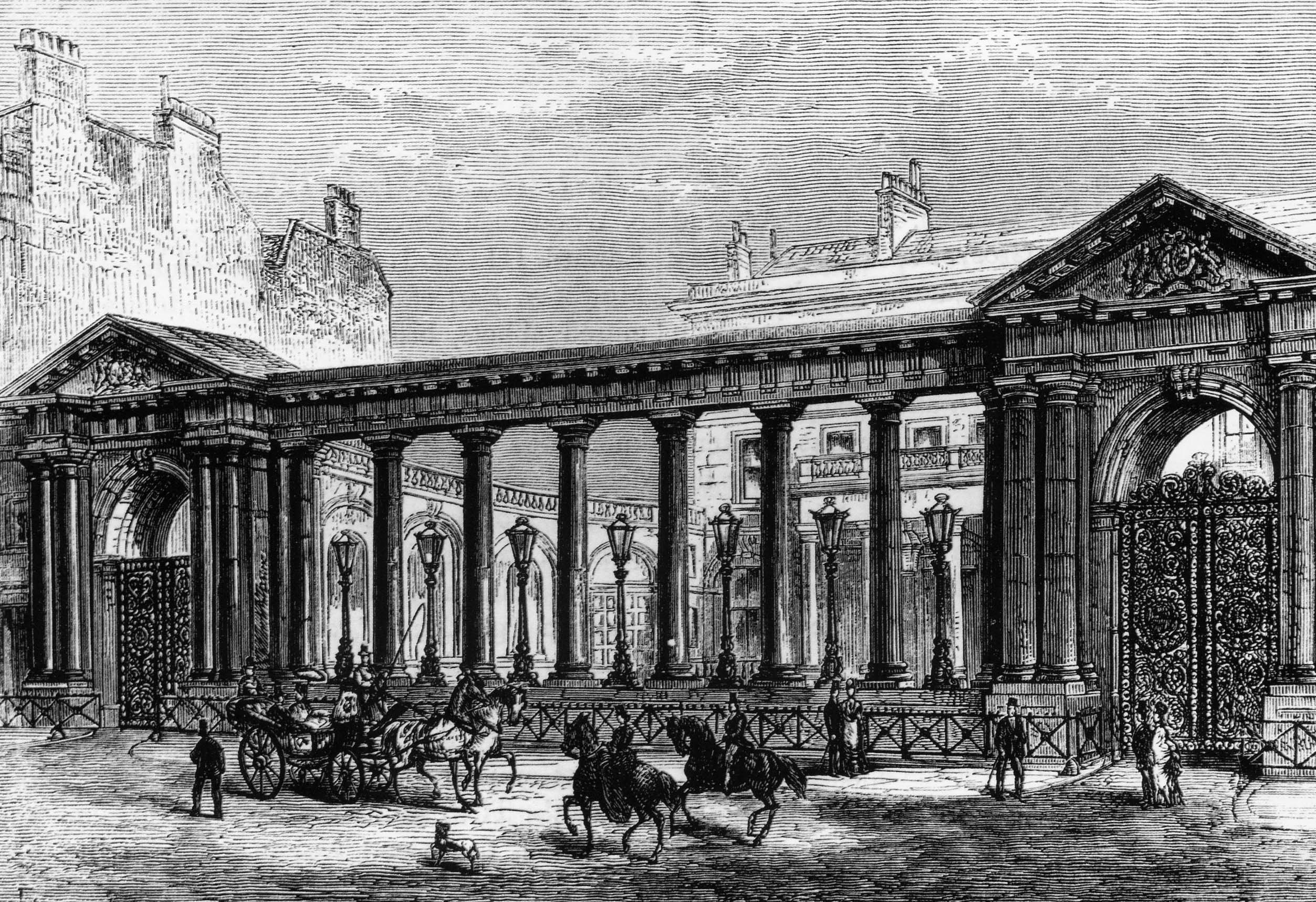
Дом Гровенор, показывая новый вход

Чтобы восстановить сады и территорию, Гровенор нанял ландшафтного дизайнера Джона Уэбба, ученика Уильяма Эймса, который был предыдущим дизайнером ландшафтного дизайна вокруг дома. Новые стены террасы были созданы на восточной стороне дома. Белгрейв-авеню, подход к дому с запада, был выровнен и осушен, и вдоль него было посажено 130 000 деревьев. Трассы на подходе, длина которого составляла 1,75 мили (3 км), были проложены между 18 футами (5 м) и 20 футами (6 м) в ширину, чтобы они подходили для использования в вагонах. На восточной стороне дома на ближайшей стороне реки Ди было создано змеиное озеро. К 1820-м годам вошли в моду садовые клумбы, и Уильям Эндрюс Несфилд был нанят для оформления партеров вокруг дома. Он добавил ещё больше террасных, балюстрадных стен и клумб, окруженных рамками.

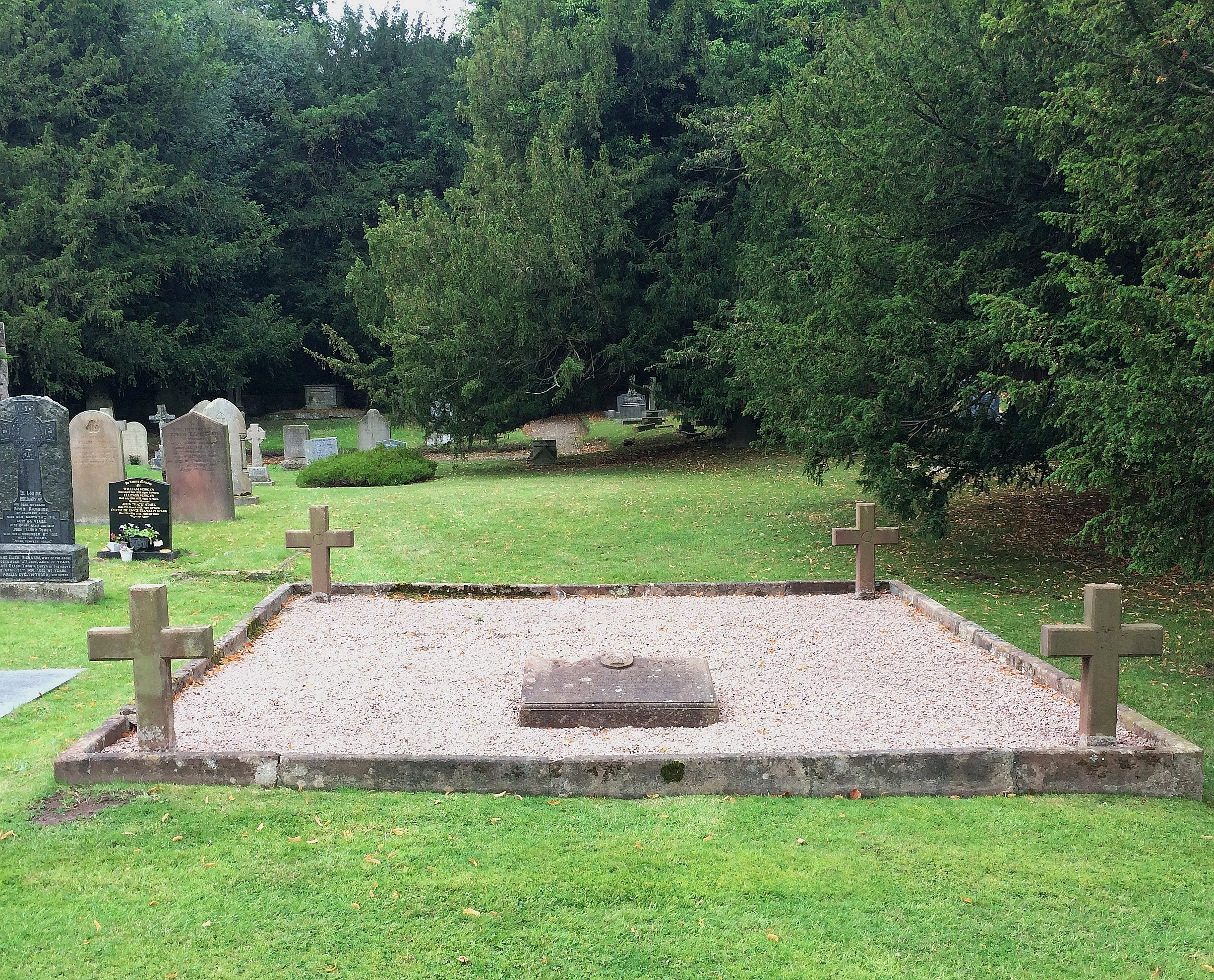
Церковь Святой Марии, Экклстон — место захоронения семьи Гровенор на месте разрушенной церкви

Для лондонского поместья Гровенор создал «модный новый жилой квартал» возле Букингемского дома (позже Букингемский дворец). Он назначил Томаса Канди архитектором и геодезистом, а Томаса Кубитта — строителем. Запись в Оксфордском словаре национальной биографии гласит: «Эта городская застройка должна была сделать Гровеноров одной из самых богатых семей в Британии». Он также купил больше недвижимости в Чешире и в других местах в Шефтсбери в Дорсете и в Стокбридже в Хэмпшире. Лондонский дом семьи находился в Миллбанке, но в 1806 году Гровенор купил дом на Аппер-Гровенор-стрит и значительно расширил его; это должно было стать Домом Гровенора. Он добавил художественную галерею в сторону Park Lane дома в 1827 году, а в 1843 году построил новый вход на улице Верхний Гровенор, состоящий из дорического экрана между большими воротами, украшенными педиатрией, которые отделяли Cour d’Honneur от улицы в Парижской манере.

## Личные интересы
Гровенор продолжил семейные интересы в искусстве и скачках. Он добавил в коллекцию произведений искусства; его приобретения включали в себя четыре картины Рубенса, за которые он заплатил 10 000 фунтов стерлингов, и он заплатил 100 фунтов стерлингов за «Голубой мальчик» Гейнсборо. Чтобы разработать условия для скачек, он расширил Eaton Stud. Самой прекрасной лошадью, выпущенной жеребцом во времена Гровенора, был Touchstone. Эта лошадь выиграла 16 из 21 гонки, в которых она участвовала, включая Сент-Леже, и дважды — Золотой Кубок Аскота и Кубок Донкастера. После выхода на пенсию лошадь вызвала 323 победителя более 700 гонок.

## Смерть
Гровенор умер в Итон-холле 17 февраля 1845 года и был похоронен в семейном склепе в церкви Святой Марии в Экклстоне . Ему наследовал его старший сын, Ричард Гровенор, 2-й маркиз Вестминстерский. В 1998 году на площади Белгрейв в Лондоне была установлена статуя Гровенора, созданная Джонатаном Уайлдером. На статуе есть цитата Джона Рёскина, которая гласит: «Когда мы строим, давайте думать, что мы строим навсегда».